# Xenonemertes rhamphocephalus
Xenonemertes rhamphocephalus är en djurart som tillhör fylumet slemmaskar, och som beskrevs av Gibson 1983. Xenonemertes rhamphocephalus ingår i släktet Xenonemertes och familjen Drepanophoridae. Inga underarter finns listade i Catalogue of Life.